# Загородний Максим Теодорович
За́городний Макси́м Теодоро́вич  (нар. 5 березня 1850, Добромірка (нині Тернопільського району) Тернопільської області — пом.23 березня 1902, там само) — український громадський діяч.

## Життєпис
Максим Загородний народився в селі Добромірка Тернопільского району Тернопільської області. Був війтом у містечку Підволочиськ. Він запровадив будову залізниці неподалік свого села. Після закінчення будівництва, залізнична станція названа на його честь — Максимівка. Станцію відкрита 4 листопада 1871 року, одночасно із відкриттям руху на лінії Тернопіль — Підволочиськ. Сучасна назва станції — Максимівка-Тернопільська вживається після 1950-х років, є вантажно-пасажирською проміжною залізничною станцією Тернопільської дирекції залізничних перевезень Львівської залізниці.
Максим Загородний був розумним, статечним чоловіком, якого всі поважали та любили.

### Родовід

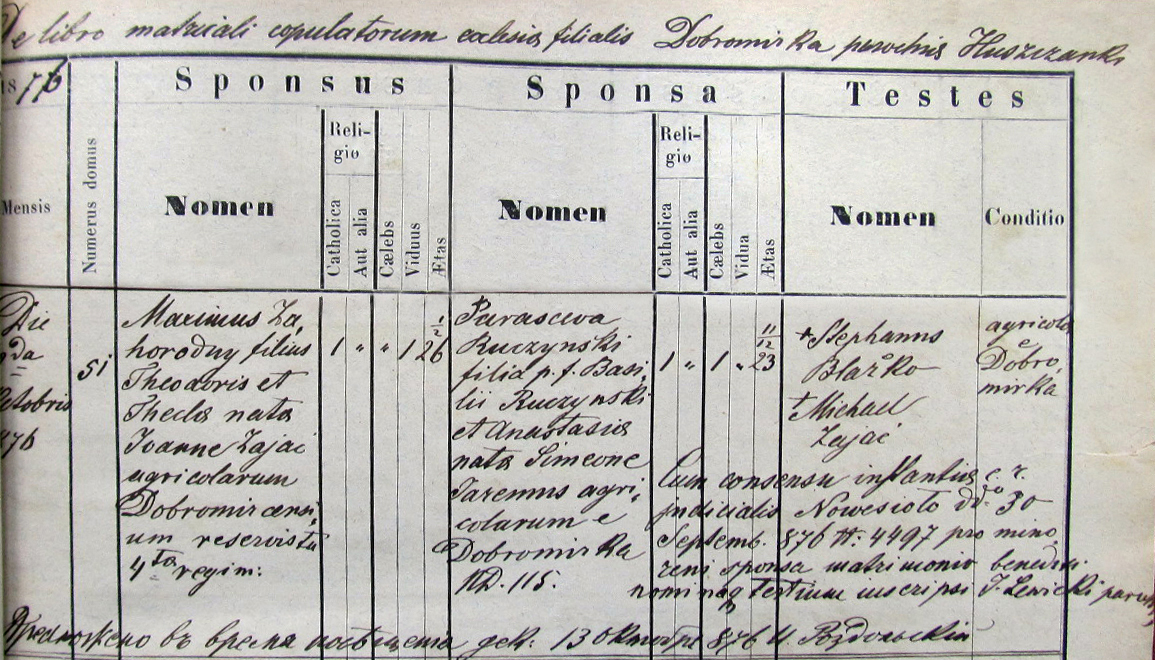
Копія із церковної книги села Добромірка про одруження Максима Загородного та Параскевії Ручинської

Батько — Теодор Загородний, мати — Текля, донька Івана Заяць.
2 жовтня 1876 року Максим Загородний одружився з Параскевією Ручинською. Свідками на весіллі були Степан Блазко та Михайло Заяць. Максимові на день одруження було 26 років, а його дружині — 23 роки. Народилася Параскевія 1853 року у селі Добромірка. Батько Параскевії — Василь Ручинський, мати Параскевії — Анастасія, донька Семена Яремус.
У Максима та Параскевії було восьмеро дітей:
- Син Антін народився 29 січня 1878 року в селі Добромірка, пізніше оселився до Тернополя, де одружився з Михайлиною Стець із польської родини. В його сім'ї народилося четверо дітей (Стефан, Станіслава, Броніслава та Володимир). Помер 1945 року та похований на Микулинецькому цвинтарі у Тернополі.
- Донька Катерина народилася 1880 року в селі Добромірка.
- Донька Параскевія народилася 12 листопада 1883 року в селі Добромірка, виїхала до міста Вінніпег (Канада), де вийшла заміж за Гладкого і в них народився син Іван.
- Син Аксентій народився 26 грудня 1886 року в селі Добромірка. Навчався фаху слюсаря в Німеччині, згодом переїхав жити до Львова. 1907 року одружився з Анною Стець (польського походження). У них народилося семеро дітей, але вижило лише п'ятеро (Станіслав, Іван, Тадей Олександер, Ярослав та Стефанія). Помер 1933 року та похований на Янівському цвинтарі у Львові.
- Донька Пелагія народилася 1889 року в селі Добромірка.
- Син помер при пологах 17 червня 1891 року в селі Добромірка.
- Син Іван народився 5 квітня 1892 року в селі Добромірка.
- Син Матвій народився 20 серпня 1894 року в селі Добромірка, вступив у військо Січових Стрільців і загинув під Жмеринкою.

23 березня 1902 року Максим Загородний помер та був похований на цвинтарі у селі  Добромірка. Його жінка Параскевія померла 15 листопада 1917 року.
Онук та праонучка Максима Загородного — Тадей Олександер та Дарія Загородні, які у 1949 році емігрували до міста Сідней (Австралія), написали книгу «Подорож однієї сім‘ї зі Львова до Сіднею». В книзі описано нелегку історію родини Загородних.